# Jordánia zászlaja
A zászló a pánarab színekből áll. A csillag hét ága a Fatiha hét részére utal (a Koránnak arra fejezetére, amely az élet, a gondolkodás és az igyekezet alaptörvényéről szól).
A zászlót 1928. április 16-án vonták fel hivatalosan.